# Palmar Chico
Palmar Chico är en ort i Mexiko, tillhörande kommunen Amatepec i den sydvästra delen av delstaten Mexiko, i den centrala delen av landet. Orten hade 3 127 invånare vid folkräkningen 2010, och är det största samhället i kommunen.